# Чорнокапський Микола Тимофійович
Микола Тимофійович Чорнокапський (нар. 16 лютого 1927, Київ) — український живописець; член Спілки радянських художників України з 1970 року.

## Біографія
Народився 16 лютого 1927 року в місті Києві (нині Україна). 1953 року закінчив Київське училище прикладного мистецтва, де навчаввся у Дмитра Шавикіна>.
Мешкав у Києві в будинку на вулиці Малокитаївській, № 29, квартира № 8.

## Творчість
Працював у галузі станкового живопису, створював сюжетно-тематичні картини на тему Жовтневої революції, німецько-радянської війни, ліричні пейзажі, виконані у традиціях міського жанру, натюрморти, книжкову графіку.  Серед робіт:
- «Виступ Леніна» (1960-ті);
- «Зима в парку» (1970-ті);
- Художнє оформлення книги М.Рубашова «Копищанська трагедія» (1974);
- «Почесна варта» (1975);
- «Натюрморт» (1978);
- «І понесли по Україні великую славу» (1982).

Твори художника представлені в державних і приватних колекціях на Україні та за кордоном.